# John Skehel
John James Skehel, FRS (Blackburn, 27 de fevereiro de 1941) é um virologista britânico.
Filho de Joseph e Annie Skehel, foi educado no St. Mary's College, Blackburn, e estudou bioquímica agricultural na Universidade de Aberystwyth.
Após formar-se casou com Anita Varley, tendo o casal dois filhos. Estudou depois no Instituto de Ciência e Tecnologia da Universidade de Manchester, completando o PhD em bioquímica em 1966, seguindo para a Universidade de Aberdeen e depois Universidade Duke.
Em 1969 retornou ao Reino Unido e iniciou a trabalhar no National Institute for Medical Research pesquisando o vírus da gripe. Em 1984 tornou-se chefe da divisão de virologia, seguido em 1987 por promoção a diretor do instituto. Foi diretor do Collaborating Centre for Reference and Research on Influenza da Organização Mundial da Saúde, de 1975 a 1993.
Foi eleito membro da Royal Society em 1984. Recebeu o Prêmio Wilhelm Feldberg em 1986, o Prêmio Robert Koch em 1987, o Louis Jeantet Prix de Medecin em 1988, o ICN International Prize in Virology em 1992, laureado sir em 1996 e recebeu a Medalha Real em 2003, por "sua pesquisa pioneira sobre virologia".
Seus estudos e descobertas sobre o mecanismo pelo qual o vírus da gripe liga-se à célula hospedeira, e sobre a fusão da membrana vírus-célula tiveram um impacto fundamental. Recebeu o título de professor honorário da Universidade John Moores de Liverpool em 1993 e recebeu um grau honorário em 2007. Em 2004 também recebeu um grau honorário da University College London.